# Metallura
Metallura és un gènere d'ocells de la subfamília dels lesbins (Lesbiinae) dins la família dels troquílids (Trochilidae).

## Taxonomia
Segons la Classificació del Congrés Ornitològic Internacional (versió 14.1, 2024) aquest gènere està format per 9 espècies:
- colibrí de cua metàl·lica escatós (Metallura aeneocauda).
- colibrí de cua metàl·lica gorjamorat (Metallura baroni).
- colibrí de cua metàl·lica gorja-roig (Metallura eupogon).
- colibrí de cua metàl·lica daurat (Metallura iracunda).
- colibrí de cua metàl·lica del Chinguela (Metallura odomae).
- colibrí de cua metàl·lica negre (Metallura phoebe).
- colibrí de cua metàl·lica rogenc (Metallura theresiae).
- colibrí de cua metàl·lica maragda (Metallura tyrianthina).
- colibrí de cua metàl·lica verd (Metallura williami).